# Fàbrica Can Batllori
La Fàbrica Can Batllori, o Fàbrica Collet, és un edifici protegit com a bé cultural d'interès local del municipi de l'Hospitalet de Llobregat (Barcelonès).

## Descripció
És un edifici de planta baixa i un pis que fa cantonada. A la planta baixa s'obren dues obertures rectangulars però emmarcades per una motllura feta amb maó i que la part superior té un arc rebaixat; el parament d'aquest pis és de pedra vista excepte la motllura de les obertures i unes pilastres que hi ha a banda i banda de la façana que són de maó. Al primer pis hi ha una balcó corregut amb dues obertures d'arc rebaixat; aquí el parament està arrebossat i pintat excepte l'emmarcament de les portes, les pilastres que hi ha a banda i banda i un fris de dentells a la part superior. la façana està coronada per una cornisa i a sobre el mur de la barana del terrat que al centre té un frontó semicircular, florons de terracota a banda i banda i està decorat amb ceràmica vidriada multicolor. En el frontó hi ha un mosaic amb la inscripció "ANY 1874".

## Història
Edifici construït per la família Collet l'any 1874, tal com mostra el mosaic de la façana. Aquesta illa de cases era dins la "bòbila de Catalunya", que és com anomenaven a l'Hospitalet al segle xix per la profusió d'indústries ceràmiques que hi havia.